# Saundersiops tatei
Saundersiops tatei är en tvåvingeart som beskrevs av Charles Howard Curran 1947. Saundersiops tatei ingår i släktet Saundersiops och familjen parasitflugor. Inga underarter finns listade i Catalogue of Life.